# Tandong (köping i Kina, Guangxi)
Tandong (kinesiska: 潭东镇, 潭东) är en köping i Kina. Den ligger i den autonoma regionen Guangxi, i den södra delen av landet, omkring 280 kilometer öster om regionhuvudstaden Nanning.
Genomsnittlig årsnederbörd är 2 157 millimeter. Den regnigaste månaden är maj, med i genomsnitt 341 mm nederbörd, och den torraste är februari, med 39 mm nederbörd.